# 葡萄圖
《葡萄圖》（日語：葡萄図／ぶどうず butouzu ）為江戶時代18世紀晚期的作品，由南蘋派畫家宋紫石繪製，材質是絹本設色，共一幅，尺寸為98.8cm×36.3cm。現收藏於日本神戶市立博物館。此畫材質為絹，由墨、色繪製。內容為南蘋派中常見的吉祥題材「葡萄」，然而不同於老師、前輩們作品的濃厚感，此畫最引人入勝之處在其設色的清新以及構圖的乾淨俐落。

## 創作背景
概括而言，江戶時代的藝術發展：貴族、武家文化逐漸沒落，轉而被農民、武士等無政治實權的市民階層所帶來的町人美術取代。然而這波由市民階層帶來的新文化，變化多端且複雜，雖然因鎖國政策而無法與外界有更多聯繫，但大量的內需以及與荷蘭、中國的互動，確實帶來諸多轉變的可能性。
西元1720年，當時幕府的掌權者德川吉宗放寬了實行近一世紀的禁書令，此舉得以使荷蘭與中國的新知識傳入，因此也創造出了花鳥畫派（如：南蘋派）、文人畫與洋風畫（西洋畫）等畫派。而1731年沈南蘋來日，帶來了鮮麗顏色；精緻筆法以及寫實風格的花鳥畫，這種宋明院體傳統加上新興洋畫的表現更為當時的畫壇帶來了新的觀點，除此之外，其寫生的畫風；寫實的技法更影響了後世許多藝術家的創作（如：圓山應舉、伊藤若沖等）。

## 作品描述
尺寸為98.8cm×36.3cm，是宋紫石於18世紀晚期所作的絹本設色水墨畫。畫面右方有宋紫石的落款以及「紫石」、「君赫」的方印，而左下方則有「石鄰華伴」的長方印。整幅由單枝幹與單串結實纍纍的葡萄構成，構圖由右上至左中，背景雖有上色，但空間大致留白，留下構圖乾淨俐落的模樣。   
具有吉祥寓意的題材時常出現於南蘋花鳥畫派，頻繁出現的原因除了當時對寫實的熱愛外，還有百姓們對中國有如謎語的吉祥詞相當著迷的緣故，而此幅「葡萄圖」也不例外，結實纍纍的單串葡萄正是象徵著多子多孫的意涵。
宋紫石繼承了南蘋派在花鳥畫上會出現的沒骨畫法，在葡萄與葡萄葉的描繪上僅用墨、色做濃淡的調配，藉以呈現陰影與立體感，並勾勒出其猶如真實的模樣。特別可以關注作者在葡萄上的用色，深紫色與紙色的前後堆疊排列使其更顯透明飽滿。枯葉也以滲墨的方式呈現，可以在輪廓看到較深的墨色，這正是滲墨所呈現的技法，大枯葉雖用黑墨上色，但水感卻相當重。而樹枝的骨幹則不同於葡萄與葉，作者有特別將其輪廓描繪出來，並在粗糙處用深色點綴。最後，主要內容「葡萄」完成後，作者在背景又刷上了較淡的顏色，為作品提供了多一層的空間。
此作確實有著南蘋派的繪畫題材與技法，但相較於其他南蘋派的畫家，宋紫石的此幅葡萄圖在用色上明顯來得不飽和，而構圖也相當簡單，留白更是比其他作品多。他的作品不同於沈南蘋、熊斐的繁複構圖，大部分都是只靠背景色來強調明暗與前後。而這樣的特點也確實是宋紫一派獨有的簡潔感。